# Zygostates morenoi
Zygostates morenoi är en orkidéart som beskrevs av Antonio Luiz Vieira Toscano. Zygostates morenoi ingår i släktet Zygostates och familjen orkidéer. Inga underarter finns listade i Catalogue of Life.